# Reichsuniversität Löwen
Die Reichsuniversität Löwen (lateinisch: Academia Lovaniensis) bestand von 1817 bis 1835.

## Geschichte
In Löwen gab es bereits seit 1425 eine Universität. Mit dem Friedensvertrag von Campoformio wurde das Gebiet des heutigen Belgien im Jahr 1797 Teil der Französischen Republik; die alte Universität Löwen wurde daraufhin wie alle Universitäten der Republik aufgelöst und durch die Zentralschulen und die Grandes Ecoles ersetzt.
Am 6. Oktober 1817 eröffnete die Regierung des Vereinigten Königreichs der Niederlande eine neue Reichsuniversität in Löwen, wie in Gent und Lüttich. Es wurde eine liberale und nicht-konfessionelle Universität.
Die meisten Professoren kamen aus Europa, vor allem von berühmten deutschen Universitäten und aus Frankreich, und es waren nur zwei aus den nördlichen Niederlanden. Viele waren früher schon Professoren an der Alten Universität von Löwen gewesen.
Der Unterricht erfolgte überwiegend in Latein, mit Ausnahme der Rechtswissenschaft, der wirtschaftsbezogenen Fächer und der Lehrveranstaltungen über niederländische und französische Literatur.
Die Universität begrüßte 230 Studierende bei der Eröffnung. Sie fuhr fort zu arbeiten, bis etwa 1834 und wurde nach Gründung der Katholischen Universität Löwen im Jahre 1835 abgeschafft. In den achtzehn Jahren ihres akademischen Lebens zählte die Universität Leuven 8020 Einträge.
Einige Studenten spielten eine erhebliche Rolle bei der Schaffung von Belgien und ganz allgemein im geistigen und wissenschaftlichen Leben des Königreiches.
Die Universität wurde im Jahr 1835 im Zuge der Neuregelung des Hochschulwesens im Königreich Belgien aufgelöst.

## Personen
Siehe auch Liste bekannter Persönlichkeiten der Reichsuniversität Löwen

### Rektoren
- 1818–1819: Franz Joseph Harbauer

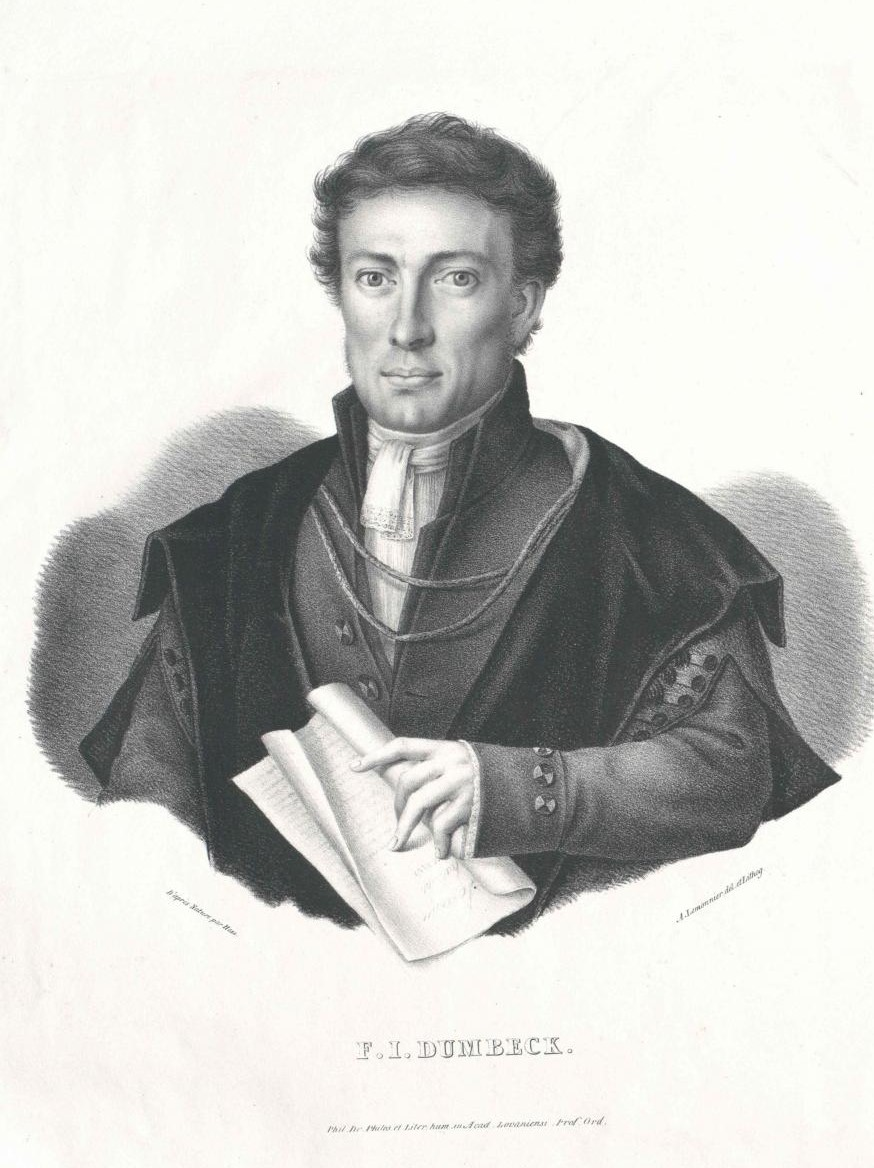
Franz Joseph Dumbeck

- 1819–1820: Jean-Ferdinand Sentelet
- 1820–1821: Henri Ferdinand Decoster
- 1821–1822: Georg Joseph Bekker
- 1822–1823: Charles Jacmart
- 1823–1824: Franz Jakob Göbel
- 1824–1825: Johann Michael Franz Birnbaum
- 1825–1826: Franz Joseph Dumbeck
- 1827–1828: Jean-Marie Baud
- 1828–1829: Franz Joseph Adelmann
- 1830–1832: Charles Jacmart

### Professoren
- Ferdinand Sentelet (1754–1829), licentiatus in theologia, ehemaliger Professor für Philosophie am Paedagogium Lilij und seit 1780 Präsident des College von Craenendonck an der alten Universität von Löwen, Professor für Physik und ländliche Wirtschaft Mitglied des Instituts von den Niederlanden
- Jean-Baptiste Liebaert, ehemaliger Professor für Philosophie an der alten Universität von Löwen
- Jean Philippe Debruyn (1766-), ehemaliger Professor an der alten Universität von Löwen
- Xavier Jacquelart (1767–1856), Rechtsberater, Professor für Recht, ehemaliger Professor an der Rechtsfakultät der alten Universität von Louvain, wurde 1797 Professor an der Rechtsschule der Kaiserlichen Universität in Brüssel und dann Professor an der Reichsuniversität Löwen
- Leopold August Warnkönig (1794–1866)
- Johann Michael Franz Birnbaum (1792–1877)
- Franz Joseph Harbauer (1776–1824), aus Neustadt im Elsass
- Georg Joseph Bekker (1785–1871), geboren in Baden
- Stefan Heuschling (1762–1847), aus Luxemburg, ehemaliger Professor für Hebräisch am Collegium Trilingue der ehemaligen Universität von Louvain, Orientalist und Philologe
- Franz Joseph Adelmann, aus Heidelberg
- Frédéric de Reiffenberg (1795–1850)
- M. Gloesener (1796–1855)
- A. Molitor (1807–1848)
- Jean Joseph Jacotot
- Franz Joseph Dumbeck (1791–1842), aus Mingolsheim
- Franz Josef Mone (1796–1871), aus Mingolsheim
- Franz Jakob Göbel (1791–1858), aus Mingolsheim

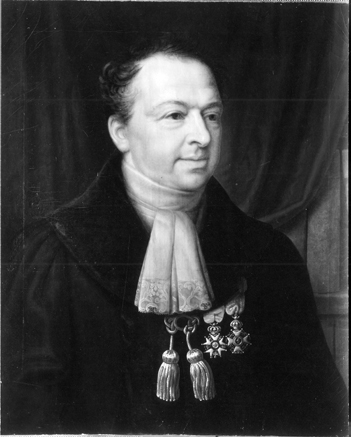
Leopold A. Warnkönig
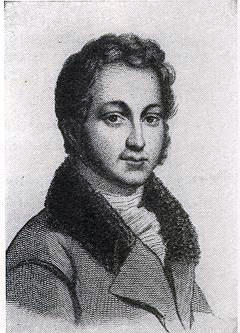
Frédéric de Reiffenberg
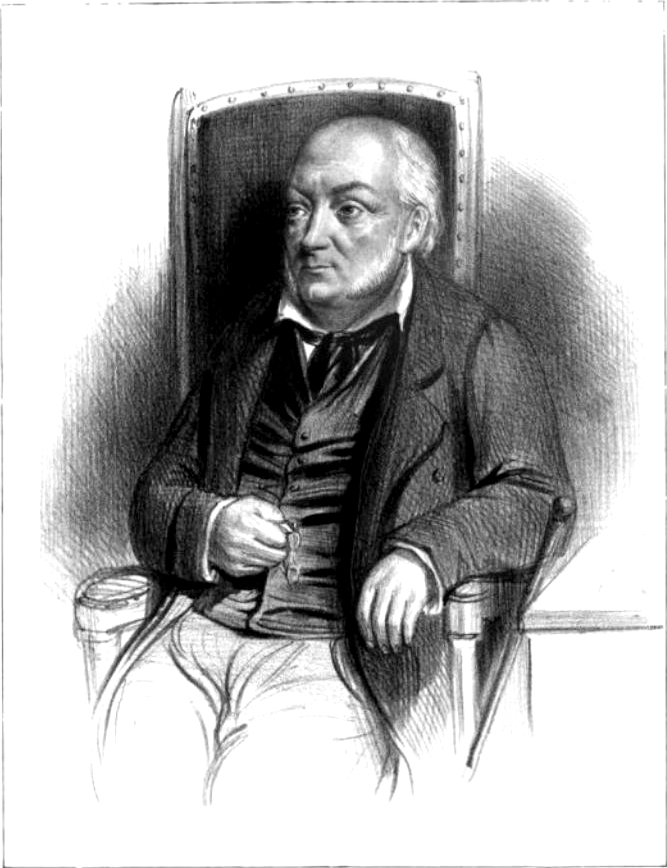
Jean Joseph Jacotot
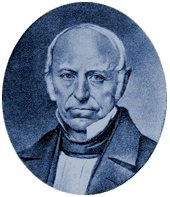
Karl Bernhardi (1799–1874), 1826–1829 Bibliothekar
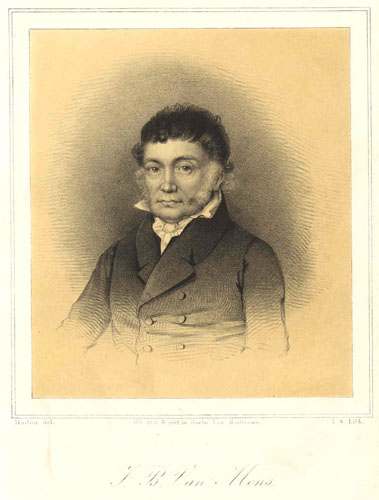
Jean-Baptiste van Mons
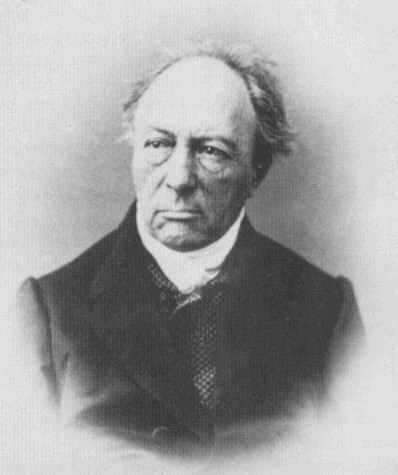
Franz Josef Mone

### Alumni
- Jules Joseph d’Anethan
- Pierre-Joseph van Beneden
- Augustus van Dievoet
- Alexandre Gendebien
- Jules Guérin
- Laurent-Guillaume de Koninck
- Joseph Emmanuel Ghislain Roulez
- Jean Servais Stas
- Sylvain van de Weyer